# 坎德鎮區 (明尼蘇達州奧特泰爾縣)
坎德鎮區（英語：Candor Township）是位於美國明尼蘇達州奧特泰爾縣的一個行政鎮區，於1880年設立。

## 地方資料
坎德鎮區的面積為89.23平方千米，當中陸地面積為78.89平方千米，而水域面積為10.34平方千米。根據2020年美國人口普查的數據，當地共有人口621人，而人口密度為每平方千米6.96人。